# 兵庫県道285号賀茂春日線
兵庫県道285号賀茂春日線（ひょうごけんどう285ごう かもかすがせん）は、兵庫県丹波市を通る一般県道である。

## 概要
丹波市氷上町賀茂から丹波市春日町黒井に至る。

### 路線データ
- 起点：丹波市氷上町賀茂（京都府道・兵庫県道109号福知山山南線交点）
- 終点：丹波市春日町黒井（兵庫県道171号黒井停車場線交点）
- 総延長：7.817 km

## 路線状況

### 道路施設

#### 橋梁
- 天神橋（加古川、丹波市）

## 地理

### 通過する自治体
- 丹波市

### 交差する道路
| 交差する道路                        | 交差する場所 | 交差する場所 |
| ----------------------------------- | ------------ | ------------ |
| 京都府道・兵庫県道109号福知山山南線 | 氷上町賀茂   | 起点         |
| 兵庫県道7号青垣柏原線               | 氷上町桟敷   | 桟敷交差点   |
| 兵庫県道171号黒井停車場線           | 春日町黒井   | 終点         |

### 沿線
- 兵主神社
- 兵庫県立氷上高等学校
- 丹波市立黒井小学校
- JR西日本福知山線 黒井駅